# Wamp Wamp (What It Do)
Wamp Wamp (What It Do) - jest to drugi singiel amerykańskiego rapera Clipse. Utwór pochodzi z płyty Hell Hath No Fury. Singiel wyprodukował Pharrell Williams. 